# 溝口水騒動
溝口水騒動（みぞのくちみずそうどう）は、1821年（文政4年）に発生した干ばつの際に、二ヶ領用水（現在の川崎市多摩区から幸区までを流れる用水路）下流の川崎領19ケ村の農民一万四千人あまりが当該用水を堰き止めたとして、稲毛領溝口村（現在の同市高津区）の名主鈴木七右衛門宅を襲撃した事件。二ヶ領用水に絡む大小さまざまの騒動（水論）がある中で、最も大きい騒動となった。
この事件の記録は、武州川崎領大師河原村年寄又兵衛の倅・粂七の口上書をはじめとして、川崎領に多くの記録が残っているが、一方で稲毛領には残されていない。

## 背景
稲毛・川崎二ケ領用水は多摩川の水を上流の2か所の取り入れ口から取水し、これを稲毛領久地村内に設置された分量樋に集め、ここから溝口・小杉・川崎・根方の各堀に分水していた。
1821年（文政4年）は春から雨が少なく、日照り続きで田植え時にも雨は降らず、夏には旱魃になった。5月頃から溝口村と久地村の百姓は用水不足を踏まえ、川崎堀の分水口を閉め切り、自分たちに有利になるように分水を調整していた（『小泉次大夫用水史料』）。このため二ヶ領用水の下流、川崎領の33の村々では、農業用水はもちろん飲料水にも事欠いていた。そこで川崎領の名主たちは御普請役人に訴え、7月4日の夕方から7日の夕方にかけて、久地分水樋の用水口を止め、川崎領の村々に水が流れるように取り計らった。しかし当日になっても一向に水が流れてこないので調べてみると、溝口村名主の鈴木七右衛門と久地村の農民らが、自村に水を確保するため、水番人を追い払い、雨乞いと称して分水樋の川崎堀を筵でせき止めていた事実が発覚した。川崎領の農民たちは役人に訴え出たが解決されなかった。7月5日、川崎領の百姓たちは川崎村にあった八丁畷で終日対策を話し合い、丸屋鈴木家に対する打ち壊しや犠牲者の救済策など、騒動の具体的な内容が決められた。

## 事件の経緯
7月6日の朝四つ(午前10時)、川崎村で一斉に早鐘が撞かれ、川崎領の農民たちは竹槍、鳶口、槍、鉄砲、刀、「御用」印の高張提灯などを持ち、村名入りの茜や白木綿の幟旗を立てて、府中道口に集合した。中島村の医師・栄助を先頭に、法螺貝や太鼓を鳴らしながら溝口村までの四里余りを北上し、道筋の村々の農民も加わって人数は最終的に一万四千人あまりになった。(後日の農民の申し立てによると中島村の栄助は実在せず、「難儀致し候」件への農民による自発的な行動とされた。)
これに対抗し、溝口村の名主の家では、石、竹槍、熱湯を用意し、川崎領の村民と衝突した。川崎領の村民は大挙して名主の七右衛門宅に乱入し、居室と土蔵、穀倉、馬小屋、表門、裏門、離れ家の便所2ヶ所をことごとく打ち壊し、さらに隣家2軒も破壊した。
このとき名主の鈴木七右衛門は、江戸に出張中であった。不在を知った数百名の農民たちは、その日の夕方に江戸馬喰町の御用屋敷にまで追いかけて行くという事態に発展した。

## 処分
その後、江戸幕府は関係村々の名主、年寄に厳重な取調べを行って処分した。その結果、最初に医王寺の鐘をついた大師河原村の農民、粂七は10里四方の追放、川崎宿他19カ村の名主、年寄34名は御叱りを受け、農民ら1324名は村高に応じて過料銭207貫文を課せられた。溝口村名主・鈴木七右衛門は所払いの厳罰を受け、久地村の名主は5貫文、年寄は3貫文、久地村76名、溝口村74名の農民らは村高に応じて21貫文の過料銭の処罰を受けた。またこの水騒動に対して十分監督取締まりができなかった幕府の下役人もそれぞれ処罰された。

## 参照
1. 1 2  鈴木2004, p105
2. 1 2 3 4 5  鈴木2004, p107
3. 1 2  鈴木2004, p108